# Эмишан, Изабель
Изабель Эмишан (фр. Isabelle Oehmichen; род. 9 марта 1961, Париж) — французская пианистка.
В детстве занималась балетом, но в 17-летнем возрасте из-за травмы вынуждена была оставить сцену. Домашнее музыкальное образование (мать Эмишан некогда училась у Маргерит Лонг) и последующие занятия с педагогами позволили Эмишан в 1979 году поступить аккомпаниатором в балетную труппу Парижской оперы, где она проработала четыре года. Затем Эмишан стала предпринимать попытки перейти к концертной деятельности, и дорогу к этому ей открыла победа в 1989 году на парижском конкурсе пианистов имени Милоша Магина, а затем, в 1993 году, грант благотворительного фонда Дьёрдя Цифры. С тех пор Эмишан интенсивно концертирует; среди её записей — произведения Фридерика Шопена, Ференца Листа, Эрнста фон Донаньи, Анри Колле. Кроме того, Эмишан возглавляет Франко-венгерскую музыкальную ассоциацию (Association Musicale Franco-Hongroise, AMFH).